# 巴比切韋
49°56′58″N 38°13′12″E / 49.94944°N 38.22000°E
巴比切韋（烏克蘭語：Бабичеве）是位於烏克蘭東部的村莊，由盧甘斯克州斯瓦托韋區的特羅伊茨凱市鎮負責管轄。該村始建於1798年，面積46.7平方公里，海拔高度113米，2001年人口721，人口密度每平方公里15.4人。